# Biotin
Biotin eller vitamin B7 er et vandopløseligt vitamin, som medvirker ved cellernes karboxyleringsprocesser og katalyserer syntesen af fedtsyrer og hæmoglobin. Biotin er også vigtig for nedbrydningen af energireserven glykogen, og aktiverer bakteriebekæmpende enzymer.
Biotin findes i fødevarerne nødder, mælkeprodukter, fuldkornsprodukter, bælgfrugter, grønne bladgrøntsager, gær, frugt, upoleret ris, æggeblommer og lever.